# درامان كوليبالي
درامان كوليبالي (بالفرنسية: Dramane Coulibaly)‏ (مواليد 18 مارس 1979 في باماكو) لاعب كرة قدم مالي دولي يجيد اللعب في خط الهجوم . يلعب حاليا لصالح نادي تور الفرنسي منذ سنة 2007 .

## روابط خارجية
- درامان كوليبالي على موقع قاعدة بيانات كرة القدم.إي يو (الإنجليزية)
- درامان كوليبالي على موقع ناشيونال فوتبول تيمز (الإنجليزية)
- درامان كوليبالي على موقع Soccerway.com (الإنجليزية)
- درامان كوليبالي على موقع عالم كرة القدم.نت (الإنجليزية)
- درامان كوليبالي على موقع GSA (الإنجليزية)